# Leordeni
Leordeni là một xã thuộc hạt Argeș, România. Dân số thời điểm năm 2002 là 6098 người.